# Zulia metallica
Zulia metallica är en insektsart som först beskrevs av Walker 1851.  Zulia metallica ingår i släktet Zulia och familjen spottstritar. Inga underarter finns listade i Catalogue of Life.